# Legiunea Condor

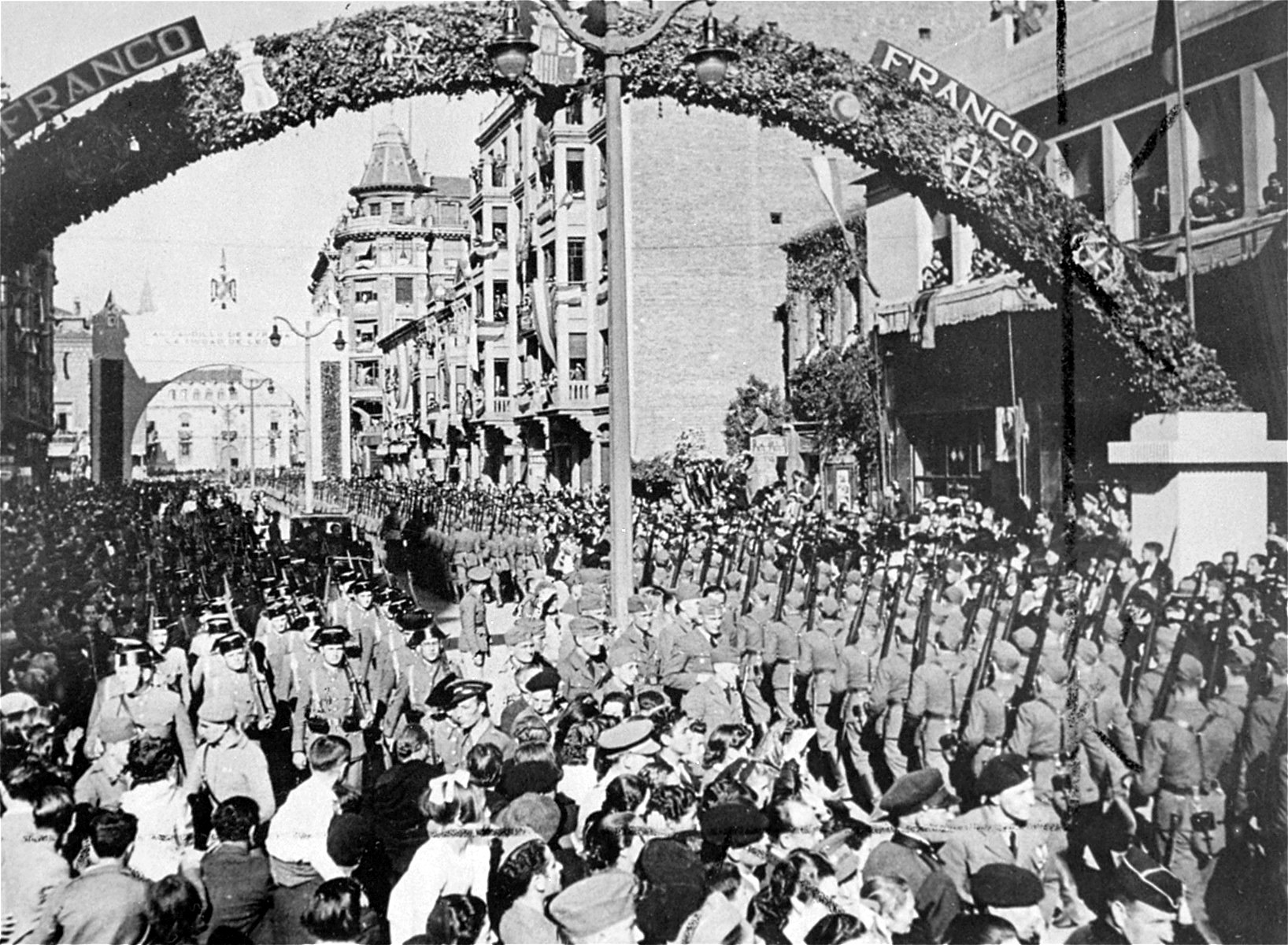
Legiunea Condor mărșăluind în timpul Războiului Civil Spaniol

Legiunea Condor (în germană Legion Condor) a fost o unitate militară} din forțele aeriene și terestre ale  Germaniei naziste care au servit alături de Facțiunea Naționalistă în timpul Războiului Civil Spaniol. Legiunea Condor a dezvoltat metode de bombardament strategic care au fost utilizate pe scară largă în timpul celui de-al Doilea Război Mondial. Bombardamentul de la Guernica a fost cea mai dezonorantă operațiune a Legiunii Condor. Hugo Sperrle⁠(d) a comandat formațiunile de avioane ale unității, iar Wilhelm Ritter von Thoma⁠(d) a comandat elementul terestru.

## Istoricul ajutorului militar acordat Spaniei

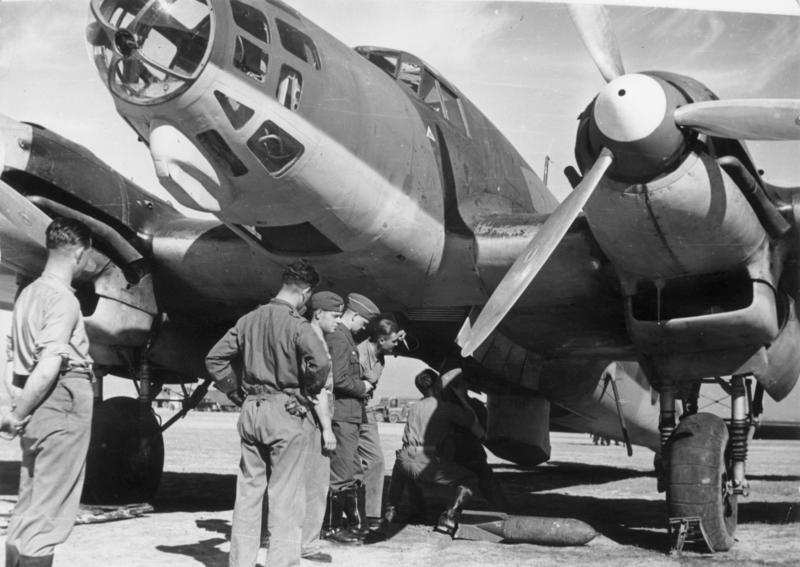
Avion He 111E al Legiunii Condor, 1939

După ce lovitură de stat militară din Spania din 17 iulie 1936 a declanșat Războiul Civil Spaniol, naționaliștii au cerut sprijinul Germaniei naziste și Italiei fasciste. Prima solicitare pentru avioane germane a fost făcută la 22 iulie, cu o comandă de 10 avioane de transport. Führerul german Adolf Hitler a decis să îi sprijine pe naționaliști pe 25 sau 26 iulie, dar a fost precaut să nu provoace un război european mai amplu. Ministerul Transporturilor Aeriene al Reichului a ajuns la concluzia că forțele naționaliste ar avea nevoie de cel puțin 20 de Junkers Ju 52⁠(d), pilotate de piloți ai Luft Hansa⁠(d), pentru a transporta Armata Africii din Marocul spaniol în Spania. Această misiune a devenit cunoscută sub numele de „Operația Focul Magic”(germană  Feuerzauber).. Pentru a îndeplini această misiune, a fost creată o societate mixtă între compania hispano-germană „Societatea Hispano-Marocană de Transport⁠(d)” (HISMA) și „Societatea germană de achiziții de materii prime și bunuri” (germană  Rohstoffe-und-Waren-Einkaufsgesellschaft).. Implicarea germană a fost ținută ascunsă de ministerele de externe și economice și finanțată cu trei milioane de mărci.
Organizarea și recrutarea voluntarilor germani au fost, de asemenea, ținute secret.
Primul contingent de 86 de oameni a părăsit Germania la 1 august 1936. Neștiind care le era destinația, au fost însoțiți de șase avioane de vânătoare biplane, tunuri antiaeriene și aproximativ 100 de tone de alte provizii. Mulți credeau că rolul trupelor germane va fi antrenarea naționaliștii și nu angajarea în luptă activă.
Voluntarii au fost staționați la Aerodromul Tablada de lângă Sevilla și, cu sprijinul transportului aerian german, au început transportul aerian al trupelor lui Francisco Franco în Spania. Implicarea Germaniei a crescut în septembrie pentru a cuprinde și celelalte ramuri ale Wehrmacht. Operațiunea Focul Magic a fost redenumită Operațiunea Guido în noiembrie. Kriegsmarine a pus la dispoziție submarine în 24 octombrie și, de asemenea, a furnizat diverse nave de suprafață și a coordonat deplasarea proviziilor germane către Spania. Submarinele germane au fost trimise în apele spaniole sub numele de cod Operațiunea Ursula.

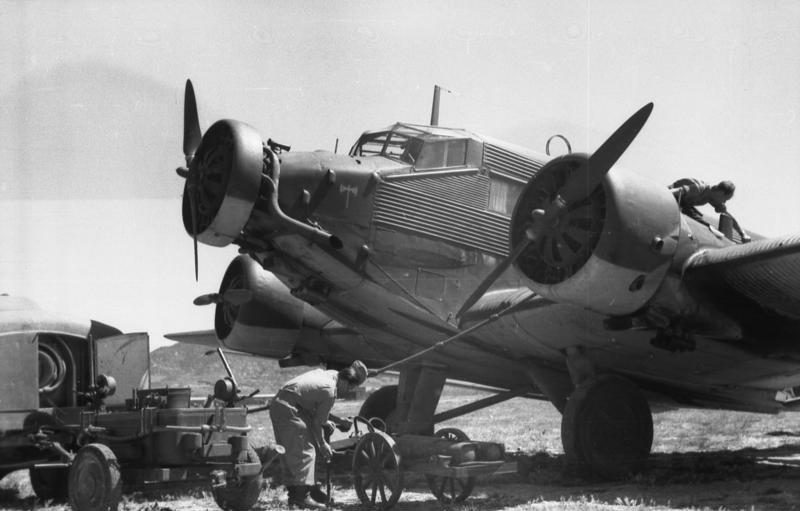
Un avion în Creta în 1943

În cele două săptămâni de după 27 iulie, germane au transportat Spania aproape 2.500 de soldați ai Armatei Africii. Până la 11 octombrie, data încheierii oficiale a misiunii, 13.500 de soldați, 127 de mitraliere și 36 de tunuri de câmp fuseseră transportate în Spania continentală din Maroc. În această perioadă, s-a trecut de la misiuni de instruire și aprovizionare la misiuni de luptă deschisă. Comandantul operațiunii, Alexander von Scheele, a fost înlocuit de Walter Warlimont⁠(d). În septembrie, 86 de tone de bombe, 40 de tancuri Panzer I și 122 de soldați au fost desfășurate în Spania. Aceștia au fost însoțiți din iulie până în octombrie de 108 avioane, împărțite între avioane pentru facțiunea naționalistă propriu-zisă și avioane pentru voluntarii germani din Spania
Echipajele aeriene germane au sprijinit în perioada august-octombrie 1936 înaintarea naționaliștilor spre Madrid și eliberarea pe 27 septembrie 1936 a orașului Alcázar asediat de republicani. Faza inițială a Asediului Madridului a fost un eșec. Sprijinul aerian sovietic pentru republicani era în creștere, în special prin furnizarea de avioane Polikarpov. Warlimont a făcut apel la responsabilii militari și politici să intensifice sprijinul german. După recunoașterea guvernului lui Franco de către Berlin la 30 septembrie, eforturile germane în Spania au fost reorganizate și extinse. Structura de comandă existentă a fost înlocuită, iar unitățile militare aflate deja în Spania au fost constituite într-o nouă legiune, care a fost numită pentru scurt timp „Rațiile de Fier” (germană Eiserne Rationen) și „Legiunea de Fier” (germană Eiserne Legion) mai înainte ca Hermann Göring să le redenumească „Legiunea Condor” (germană Legion Condor). Primul însărcinat cu afaceri german pe lângă guvernul lui Franco, generalul Wilhelm Faupel, a sosit în noiembrie, dar a fost instruit să nu se amestece în problemele militare.

### Motivația
În anii de după Războiul Civil Spaniol, Hitler a prezentat mai multe motive posibile pentru implicarea germană. Printre acestea se numărau: distragerea atenției de la reînarmarea germană, prevenirea răspândirii comunismului în Europa de Vest, crearea unui stat prieten cu Germania pentru descurajarea Marii Britanii și Franței și deschiderea posibilităților de expansiune economică. Deși ofensiva naționalistă asupra Madridului a fost abandonată în martie 1937, Legiunea Condor a sprijinit o serie de atacuri asupra zonelor mai slabe controlate de republicani. În ciuda prelungirii Războiului Civil, aceasta ar fi ajutat la distragerea atenției celorlalte puteri occidentale de la ambițiile lui Hitler în Europa Centrală. În plus, ofensiva din Vizcaya, un centru minier și industrial, va contribui la alimentarea industriei germane. Într-un discurs ținut la Würzburg pe 27 iunie 1937, Hitler a declarat că l-a susținut pe Franco pentru a obține controlul asupra minereului spaniol.
În ianuarie 1937 au avut loc discuții privind obiectivele intervenției germane. Germania dorea să evite declanșarea unui război european mai amplu, ceea ce reprezenta un risc în cazul în care ar fi angajat resurse suplimentare în Spania. Nu a existat un consens în rândul oficialilor germani: Ernst von Weizsäcker⁠(d) de la Ministerul german de Externe a sugerat că era vorba doar de o retragere elegantă, dar Hermann Göring a declarat că Germania nu va recunoaște niciodată o „Spanie roșie”. Un acord comun italo-german prevedea ca ultimele transporturi să fie efectuate cel târziu la începutul lunii februarie.
S-a speculat că Hitler a folosit problema Războiului Civil Spaniol pentru a-i distrage atenția lui Benito Mussolini de la planurile germane de anexare a Austria.  Vaterländische Front, partid autoritar, catolic și și antigerman, a condus guvernul Austriei din 1933 până în 1938 și fusese aliat cu Mussolini. În 1934, asasinarea cancelarului austriac Engelbert Dollfuss provocase deja asistența militară italiană pentru prevenirea unei invazii germane
O declarație din decembrie 1936 al lui Ulrich von Hassell⁠(d), ambasadorul german la Roma, sublinia un alt aspect - implicarea Italiei în Războiul Civil Spaniol o ținea ferm în afara taberei puterilor occidentale:
 Rolul jucat de conflictul spaniol în ceea ce privește relațiile Italiei cu Franța și Anglia ar putea fi asemănător cu cel din conflictul abisinian, scoțând în evidență în mod clar interesele reale și opuse ale puterilor și împiedicând astfel ca Italia să fie atrasă în plasa puterilor occidentale și folosită pentru mașinațiunile acestora.... Cu atât mai clar va recunoaște Italia oportunitatea de a înfrunta puterile occidentale umăr la umăr cu Germania.

## Operațiunile militare
Legiunea Condor era formată inițial din Kampfgruppe 88, cu trei escadrile de bombardiere Ju 52⁠(d), și Jagdgruppe 88, cu trei escadrile de avioane de vânătoare Heinkel He 51⁠(d), grupul de recunoaștere Aufklärungsgruppe 88, completat de Aufklärungsgruppe See 88, un grup de artilerie antiaeriană, Flakabteilung 88, și un grup de semnalizare Nachrichtenabteilung 88. Tunurile antiaeriene folosite de Flakabteilung 88 erau tunurile antiaeriene germane standard ale vremii: 8,8 cm Flak 18, 3,7 cm Flak 18 și 2cm Flak 30⁠(d). Comanda generală a fost încredințată lui Hugo Sperrle⁠(d), cu Alexander Holle⁠(d) ca șef de stat major. Scheele a fost transferat pentru a deveni atașat militar în Salamanca. De asemenea, au fost operaționale două unități blindate sub comanda lui Wilhelm Ritter von Thoma⁠(d), cu câte patru tancuri Panzer I fiecare.
Naționaliștii au fost sprijiniți de unități și materiale germane și italiene în Bătălia de la Madrid. Cu toate acestea, situația militară de la Madrid a rămas proastă pentru naționaliști. La ordinele lui Franco, atât avioanele germane, cât și cele italiene au început să bombardeze întregul oraș, nu doar fortificațiile militare. Germanii au fost interesați să cunoască evalueze bombardamentelor și incendierii deliberate a obiectivelor civile dintr-un unui oraș. Ofensivele în care au fost implicate avioane germane, precum și bombardamentele, nu au avut succes. Superioritatea aeriană republicană în creștere a devenit din ce în ce mai evidentă, în special puterea avioanelor sovietice Polikarpov I-15 și I-16, cu toate că istoricul Hugh Thomas a descris armamentul acestora ca fiind „primitiv”.
În noiembrie și decembrie, Faupel a pledat pentru crearea unei singure unități germane de 15.000-30.000 de oameni, care, în opinia sa, ar fi fost suficientă pentru a schimba cursul războiului în favoarea naționaliștilor. Hans-Heinrich Dieckhoff⁠(d) a susținut că acest lucru ar fi insuficient și că măsuri mai ample ar putea provoca mânia spaniolilor. Între sfârșitul anului 1936 și începutul anului 1937, au fost trimise noi avioane Legiunii Condor, inclusiv bombardiere în picaj Henschel Hs 123⁠(d) și prototipuri de Heinkel He 112 și Messerschmitt Bf 109, acesta din urmă dovedindu-se a fi cel mai de succes. Avioanele Heinkel He 111⁠(d) au fost adăugat la flota de bombardiere, împreună cu Dornier Do 17⁠(d) (tipurile E și F). Aeronavele mai vechi au fost transferate către naționaliști. Până la sfârșitul anului 1936, se aflau în Spania aproximativ 7.000 de membri ai Legiunii Condor.
Forțele germane au acționat, de asemenea, în Bătălia de la Jarama, care a început cu o ofensivă naționalistă la 6 februarie 1937. Aceasta a inclus forțe terestre aprovizionate de Germania, inclusiv două baterii de mitraliere, o divizie de tancuri și tunurile antiaeriene ale Legiunii Condor. Bombardamentele efectuate atât de avioanele republicane, cât și de cele naționaliste, inclusiv de Ju 52 ale Legiunii, au dus la apariția unui blocaj. Aceasta a arătat neajunsurile avioanelor Legiunii în fața unor avioane de luptă superioare de fabricație sovietică. Von Thoma a cerut la un moment dat sprijinul naționaliștilor irlandezi pentru o înaintare a tancurilor, care nu a mai fost repetată niciodată. Folosirea avioanelor He 51 și Ju 52 și a tunurilor antiaeriene ale Legiunii folosite în misiuni la sol a atenuat doar parțial înfrângerea semnificativă a naționaliștilor în Bătălia de la Guadalajara din martie. Un stat major comun italo-german fusese înființat în ianuarie 1937 pentru a-l consilia pe Franco în planificarea războiului. Înfrângerea unei forțe italiene semnificative și superioritatea în creștere a sovieticilor în tancuri și avioane i-au determinat pe germani să susțină un plan de abandonare a ofensivei de la Madrid și, în schimb, să concentreze o serie de atacuri asupra zonelor mai slab controlate de republicani.
Unii au tras concluzia, în urma acestor experiențe, că trupele motorizate s-au dovedit mai puțin eficiente decât se crezuse la început. În plus, germanii au constatat că italienii erau necorespunzători ca forță de luptă.

### Campania din Vizcaya
Zona izolată Vizcaya, o regiune predominant bască din nordul Spaniei, a fost ținta cea mai accesibilă în ceea ce s-a numit Războiul din Nord. A fost în mare parte o ofensivă naționalistă și italiană, dar a fost susținută de Legiunea Condor, care s-a reechipat în mod constant. Terenul a fost favorabil, avioanele venind peste un lanț de munți la sud, care le-a mascat intrarea. Sperrle a rămas în Salamanca, iar Wolfram von Richthofen l-a înlocuit pe Holle în ianuarie ca adjunct și a fost la comanda efectivă. Deoarece forța aeriană bască era foarte limitată, avioanele de vânătoare au fost folosite chiar și în roluri de atac la sol (spre deosebire, de exemplu, de lupta aer-aer). Forța aeriană a Legiunii a atacat inițial orașele ;Otxandio și Durango. Durango nu dispunea de apărare antiaeriană și doar câteva alte mijloace de apărare. Potrivit bascilor, 250 de civili au murit acolo pe 31 martie, inclusiv preotul, călugărițele și credincioșii unei biserici. Germanii, responsabilii celor mai multor raiduri, au ajuns să fie urâți. Forțele terestre basce se retrăgeau spre Bilbao prin orașul Guernica, care a fost bombardat pe 26 aprilie într-unul dintre cele mai controversate atacuri ale Războiului Civil Spaniol.

### Guernica

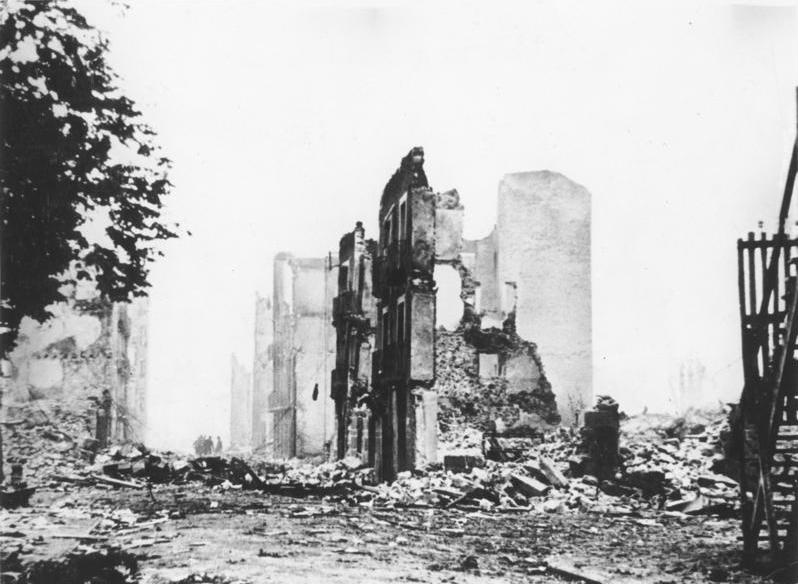
Ruinele orașului Guernica (1937)

În Operațiunea Rügen, valuri de avioane Ju 52 și He 111 au bombardat și mitraliat ținte din Guernica. Numărul victimelor este o chestiune controversată, fiind probabil 200 sau 300 de persoane ucise. Victimele raportate de basci au fost 1.654 de morți și 889 de răniți. Naționaliștii au încercat să ofere mai multe explicații ale bombardamentului, printre care și punerea atacului pe seama republicanilor, sau afirmația că atacul făcea parte dintr-o ofensivă prelungită, sau că podul Errenteria⁠(d), în afara orașului Guernica, era adevărata țintă. Cu toate acestea, natura operațiunii în sine, inclusiv formația și armamentul care au fost folosite, subminează credibilitatea acestor explicații. Guernica a fost o țintă clară a Legiunii Condor, mai degrabă decât a naționaliștilor în ansamblul lor.. Ofensiva asupra orașului Bilbao începută pe 11 iulie, a fost susținută de unități terestre ale Legiunii Condor și de operațiuni aeriene de amploare. Aceasta a demonstrat valoarea Legiunii Condor pentru cauza naționalistă.
Primele relatări din presa de limbă engleză despre distrugerile din Guernica au apărut la două zile după atac. George Steer⁠(d), reporter la The Times, care se ocupa de Războiul Civil Spaniol din interiorul țării, a scris prima relatare completă a evenimentelor. Reportajul lui Steer a dat tonul pentru o mare parte din reportajele ulterioare. Steer a subliniat complicitatea clară a Germaniei în lupte. Descoperirea a trei mici cutii de bombe cu emblema vulturului imperial german⁠(d) au arătat clar că poziția oficială a Germaniei de neutralitate în război și semnarea unui Pact de neintervenție erau doar simbolice și că forțele germane participau activ la luptă. Raportul lui Steer a fost distribuit în New York Times și apoi în întreaga lume și a generat șoc, indignare și teamă pe scară largă.

### Alte campanii
Legiunea Condor a luat parte, de asemenea, la Bătălia de la Brunete, care a fost o ofensivă republicană menită să reducă presiunea din nordul Spaniei, unde luptele erau în desfășurare. Legiunea a fost trimisă din frontul de nord la Brunete pentru întărirea liniilor naționaliste amenințate. Au existat raiduri repetate ale bombardierelor și ale avioanelor de vânătoare cu baza la Salamanca asupra vehiculelor blindate republicane și, mai târziu, asupra pozițiilor defensive. În ciuda temerilor naționaliștilor, avioanele republicane au fost ineficiente, în comparație cu cele germane. Messerschmitt Bf 109 s-a dovedit a fi superior modelelor I-15 și I-16 folosite de forțele republicane. Legiunea a pierdut 8 avioane, dar a obținut 18 victorii. Tacticile germane au fost, de asemenea, îmbunătățite după luptele de la Brunete, în special cu în ceea ce privește atacurilor în masă ale tancurilor naționaliștilor.

Naționaliștii au reluat mai apoi eforturile pentru cucerirea nordului Spaniei. Cele mai recente modele de avioane de testare germane s-au confruntat cu o forță aeriană bască învechită (care avea câteva avioane sovietice). În august 1937, au avut loc bombardamente aeriene intense în spatele liniilor basce din partea a 200 de avioane naționaliste, germane și italiene, care au dus la căderea orașului Santander după Bătălia de la Santander din 1 septembrie. Bătălia oficială din Asturia s-a încheiat cu căderea orașului Gijón la 21 octombrie. Legiunea a folosit o cantitate mare de muniție, inclusiv un milion de cartușe de mitralieră și 2.500 de tone de bombe. Germania a început imediat să trimită producția industrială înapoi în țară. Sperrle a argumentat în mod repetat cu Faupel și împotriva monopolului HISMA. Faupel a fost înlocuit de Franco cu Sperrle. Sperrle s-a întors, de asemenea, în Germania și a fost înlocuit de Hellmuth Volkmann. După mai multe neînțelegeri cu Volkmann, Von Richthofen va fi înlocuit cu Hermann Plocher⁠(d) la începutul anului 1938.

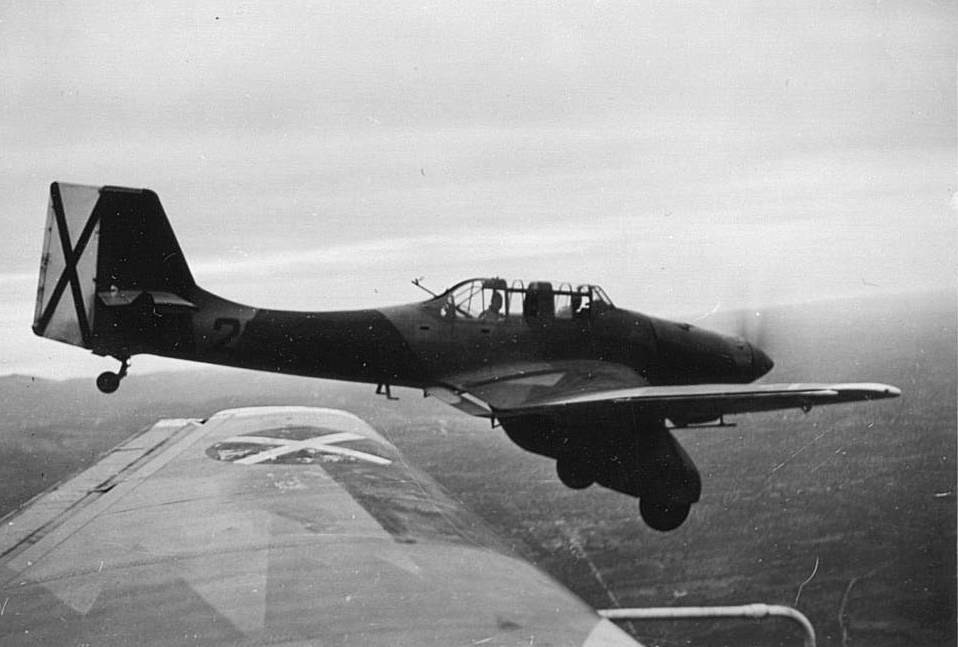
Junkers Ju 87A cu însemnele Legiunii Condor

După următoarele campanii majore, (Madrid și Barcelona discutate mai sus), Legiunea Condor a fost mutată la Soria și a început o săptămână de lovituri împotriva aerodromurilor republicane. Această mișcare a fost oprită de înaintarea republicană spre Teruel și de Bătălia de la Teruel care a urmat. Forțele terestre și aeriene ale Legiunii au fost desfășurate, iar Legiunea sa mutat în Bronchales⁠(d). Vremea nefavorabilă a dus la câteva zboruri, iar orașul a căzut în mâinile forțelor republicane pe 6 ianuarie. Până la 100 de misiuni pe zi au fost lansate în timpul contraofensivei naționaliste prin Valea Alfambra⁠(d). Bombardierele în picaj Junkers Ju 87 a fost folosit pentru prima dată în timpul ofensivei de la Teruel, care a fost reluat pe 22 februarie. Ofensiva naționalistă continuă în Aragon din aprilie până în iunie 1937, inclusiv Bătălia de la Belchite, a implicat bombardamente și utilizarea forțelor terestre ale Legiunii. Legiunea a fost mutată pentru ca să se concentreze în nord, spre râul Segre, înainte ca să se mute din nou spre sud în urma succeselor naționaliste. Legiunea și-a mutat sediul principal la Benicarló⁠(d). Avioane monomotor au fost operate de pe aerodromurile din apropiere și avioane bimotor din Zaragoza. Cuvintele lui Hitler către colegii săi au dezmințit o schimbare de atitudine față de războiul din Germania: o victorie rapidă în război nu era de dorit și o simplă continuare a războiului ar fi de preferat. Politica germană avea să fie prevenirea înfrângerii republicanilor. În acest timp, pierderile Legiunii începuseră să crească și, în combinație cu o reluare a activității aeriene republicane, avansul naționalist a stagnat, probabil din cauza reticenței comandanților din Germania față de furnizarea unor întăriri, având în vedere criza cehoslovacă. Dezbaterile privind costul tot mai mare pentru germani al operațiunii – cost care se ridica atunci la aproximativ 10 milioane de mărci germane pe lună – au continuat fără vreun rezultat. Resursele materiale ale legiunii ajunseseră aproape să fie epuizate.

Pe 24-25 iulie, forțele republicane au lansat ultima ofensivă majoră a războiului, Bătălia de pe râul Ebro. Unitățile de recunoaștere ale Legiunii Condor au observat o acumulare de trupe republicane și au avertizat forțele naționaliste, dar avertismentul a rămas fără ecou. Deși republicanii au obținut victorii tactice și câștiguri teritoriale la început, nu au reușit să obțină controlul asupra orașului Gandesa⁠(d). Cele 422 de misiuni ale Legiunii (cu aproximativ 70 de avioane operaționale) au avut un efect considerabil. Restul bătăliei a fost marcat de o serie de atacuri cu ajutorul artileriei sau al loviturilor aeriene, urmate de o înaintare terestră a naționaliștilor. Cu toate acestea, tensiunile din Cehoslovacia și lipsa de piloți în Germania au dus la întoarcerea în patrie a 250 de piloți din Legiune, dintre care aproximativ jumătate erau echipaje de bombardiere. Deși spaniolii antrenați au suplinit o parte din deficit, Volkmann s-a plâns comandamentului central de la Berlin, ceea ce avea să ducă la rechemarea sa în septembrie. În timpul bătăliei, care a durat 113 zile, au fost pierdute doar 10 avioane (unele în accidente) și 14 au fost grav avariate. Legiunea a revendicat aproximativ 100 de avioane republicane. Doar 5 echipaje germane au fost ucise și 6 capturate. Ajutorul german a fost întrerupt temporar la mijlocul lui septembrie. Germania și naționaliștii spanioli au soluționat problema drepturilor germane în exploatările miniere spaniole.

Legiunea a luat o scurtă pauză de la serviciul activ pentru ca să primească noi avioane, inclusiv Bf 109E, He 111E⁠(d) și J și Hs 126A⁠(d), ceea ce a dus forța sa la 96 de avioane – aproximativ o cincime din forța naționalistă totală. Richthofen s-a întors în Spania la comanda generală, cu Hans Seidemann⁠(d) ca șef de stat major. Este posibil ca această întărire să fi fost cea mai importantă intervenție a unei părți străine în război, permițând un contraatac după Bătălia de pe râul Ebro. A participat cu un succes considerabil în ianuarie-februarie 1939 la operațiuni împotriva forțelor aeriene republicane care mai rămăseseră disponibile. După ce a luat parte la parade în Barcelona și în alte părți și la sarcini minore deasupra Madridului, Legiunea Condor a fost rapid dizolvată. Oamenii s-au întors pe 26 mai, cele mai bune avioane au fost returnate în Germania, iar restul echipamentului a fost cumpărat de noul regim spaniol.
Legiunea Condor a susținut că a distrus 320 de avioane republicane cu ajutorul avioanelor (fie doborâte, fie bombardate la sol) și că a doborât alte 52 cu ajutorul tunurilor antiaeriene. De asemenea, germanii au susținut că au distrus 60 de nave, inclusiv nave ale marinei republicane. De asemenea Legiunea a pierdut 72 de avioane în urma unor acțiuni ostile și alte 160 în urma unor accidente.

### Operațiunile maritime
Unitatea de recunoașterea maritimă Aufklärungsstaffel See 88 a fost unitatea maritimă a Legiunii Condor sub comanda lui Karl Heinz Wolff. Acționând independent de divizia terestră, a acționat împotriva navelor inamice, porturilor, comunicațiilor de coastă și, ocazional, împotriva unor ținte din interior, cum ar fi podurile. Unitatea a folosit hidroavioane care aU început să opereze la Cadiz în octombrie 1936. Misiunile au început ca zboruri de recunoaștere, dar după mutarea de la Cadiz la Melilla, în Marocul spaniol, în decembrie 1936, accentul s-a mutat pe atacuri asupra transportului maritim. Unitatea fost mutată din nou în februarie 1937 la Malaga, care fusese recent capturată, și apoi la Majorca, când Malaga s-a dovedit a fi nepotrivită. În iunie, operațiunile au început să fie extinse pentru ca să permită atacuri asupra tuturor porturilor republicane, atâta timp cât navele britanice nu erau prezente. Au fost atacate 10 nave în a doua jumătate a anului 1937, dar torpilele norvegiene care au fost folosite s-au dovedit a fi ineficiente, iar în locul lor s-a folosit mitralierea sau bombardarea țintelor,
Odată cu sosirea lui Martin Harlinghausen⁠(d) (cunoscut sub numele de „Gustav cel de Fier”), operațiunile s-au extins, iar operațiunile au vizat Alicante, Almería, Barcelona și Cartagena. Pe măsură ce activitatea navală a scăzut, țintele din interior au devenit mai numeroase, iar misiunile de noapte au început. Activitățile de sprijinire a forțelor terestre au devenit principalul obiectiv al unității până la sfârșitul ostilităților. Atât Wolff, cât și Harlinghausen au primit Crucea Spaniolă de aur cu săbii și diamante. În total, unsprezece oameni au fost uciși în luptă, iar alți cinci au murit din cauza unor accidente sau boli.

#### Alte operațiuni
În mod evident, Kriegsmarine a fost parțial folosită pentru a impune Acordul de neintervenție în Războiul Civil Spaniol să nu se amestece în război. Cu toate acestea, acordul a fost în mod clar încălcat de Germania. Ca urmare, cuirasatul de buzunar german cuirasatul „de buzunar”  Deutschland  a stat de pază în largul portului Ceuta ca să prevină intervenția navelor republicane în timp ce Franco transporta trupe în Spania continentală. La jumătatea lunii octombrie, Grupul naval german din Marea Nordului din jurul Spaniei era format din cuirasatele de buzunar Deutschland și Amiral Scheer', crucișătorul Köln și patru torpiloare. După ce germanii au susținut că crucișătorul german Leipzig a fost atacat de un submarin neidentificat, acesta a fost retras oficial din patrulele internaționale.
Operațiunea Ursula, numită așa după fiica lui Karl Dönitz, a implicat un grup de submarine germane active în jurul Spaniei. A început la 20 noiembrie 1936, odată cu deplasarea submarinelor U-33 și a U-34 din Wilhelmshaven. Semnele de identificare au fost ascunse, iar întreaga misiune a fost ținută secretă. Dificultăți legate de identificarea țintelor legitime și preocupări legate de descoperirea operațiunilor le-au limitat acțiunile. În timpul întoarcerii lor la Wilhelmshaven în decembrie, submarinul republican C-3 a fost scufundat. Germanii au susținut că distrugerea C-3 a fost făcută cu ajutorul unei torpile lansate de U-34, deși ancheta republicană a susținut că pierderea acestuia a fost cauzată de o explozie internă. Întoarcerea submarinelor germane la bază a marcat sfârșitul oficial al Operațiunii Ursula. Cu toate acestea, se pare că alte submarine au fost trimise la mijlocul anului 1937, dar detaliile operațiunii nu sunt cunoscute (deși se crede că au fost implicate șase submarine).

### Abwehr
Serviciul de informații german, Abwehr, care lucra independent de Legiunea Condor, a fost implicat în secret în Operațiunea Bodden. Ulterior, a jucat un rol în detectarea flotei de invazie a Operațiunii Torța.

### Reîntoarcerea în Germania
La 20 mai, o nave din flota  Kraft durch Freude (KdF – Putere prin Bucurie) au primit ordine secrete și au fost deviate de la programul lor obișnuit de croazieră de agrement pentru a ajunge la Vigo, Spania. Navele KdF au sosit pe 24 ca să preia militarii Legiunii Condor și au plecat pe 26 pe care i-au adus după o călătorie cinci zile la Hamburg. Acolo, au sosit în mijlocul unor mulțimi extaziate, au participat la parade și ceremonii de celebrare a succesului lor, în prezența lui Hermann Göring și a altor oficiali de rang înalt.

## Avantajele militare obținute

### Formarea profesională

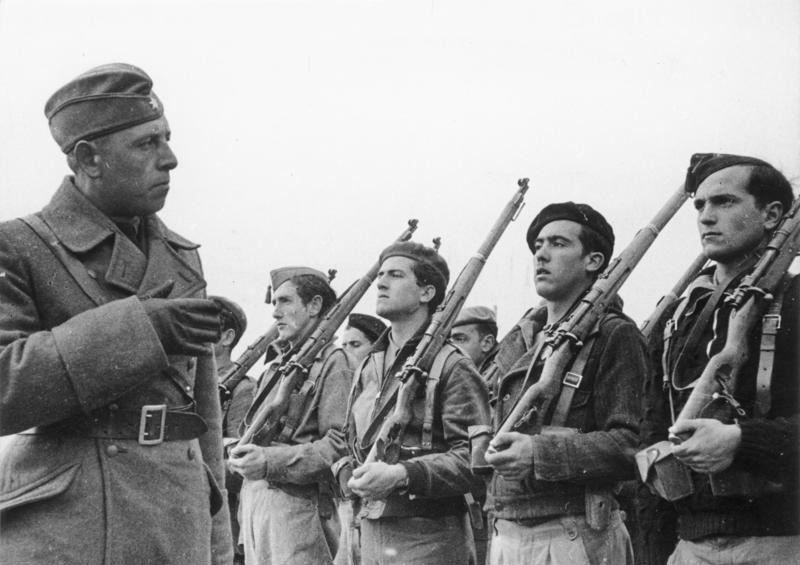
Școala de instrucție a infanteriei „Legiunea Condor” din Ávila, Spania

Mulți lideri ai armatei au ezitat să se implice în conflict și s-au împotrivit apelului făcut de guvernul italian pentru un dublu transfer de trupe terestre în Spania. Cu toate acestea, implicarea Luftwaffe nu a fost în totalitate limitată, iar un punct de vedere comun este că implicarea Luftwaffe în Războiul Civil a fost un teren de probă pentru trupele care au luptat în timpul celui de-al Doilea Război Mondial. Acest punct de vedere este susținut de mărturia lui Hermann Göring, atunci când a fost judecat la Nürnberg. Când a fost întrebat despre decizia de a folosi Luftwaffe, Göring a declarat:
 Când a izbucnit războiul civil în Spania, Franco a trimis un apel de ajutor Germaniei și a cerut sprijin, în special în domeniul aerian. Nu trebuie să uităm că Franco, cu trupele sale, era staționat în Africa și că nu a putut să treacă cu trupele, deoarece flota se afla în mâinile comuniștilor sau, așa cum se numeau ei în acel moment, guvernul revoluționar autorizat din Spania. Factorul decisiv a fost, în primul rând, trecerea trupelor sale în Spania. Führerul s-a gândit bine la această chestiune. L-am îndemnat să îi acorde sprijin [lui Franco] în toate circumstanțele, în primul rând, pentru a împiedica răspândirea în continuare a comunismului în acel teatru și, în al doilea rând, pentru a testa cu această ocazie tânăra mea Luftwaffe în diferite aspecte tehnice
Acesta a fost, de asemenea, un punct de vedere prezentat în presa occidentală după retragerea forțelor germane din Spania
Zeci de avioane de vânătoare Messerschmitt Bf 109 și de bombardiere medii Heinkel He 111 și, din decembrie 1937, cel puțin trei bombardiere în picaj Junkers Ju 87 Stuka, au intrat pentru prima dată în serviciul activ al Legiunii Condor împotriva avioanelor furnizate de sovietici. Prima misiune efectuată de avioanele Stuka în Spania a avut loc în februarie 1938. Fiecare dintre aceste avioane a jucat un rol major în primii ani ai celui de-al Doilea Război Mondial. De asemenea, germanii și-au dat seama că avioanele de luptă biplane deveneau rapid mai puțin eficiente decât noile modele de monoplane. După ce a suferit multe pierderi în primele 12 luni ale conflictului, avionul de vânătoare Heinkel He 51⁠(d) a fost trecut la un rol de atac la sol, iar mai târziu a fost folosit ca avion de antrenament.

### Alte unități
Legiunea Condor a inclus și unități de luptă terestre. Echipajele de blindate care operau tancurile ușoare Panzer I erau comandate de Wilhelm Ritter von Thoma. Germanii au testat, de asemenea, un număr mic de tunuri antiaeriene 88 mm Flak 18 pentru distrugerea tancurilor și fortificațiilor republicane cu foc direct, în afara de doborârea avioanelor republicanilor.
Implicarea germană în Spania a dus și la dezvoltarea primului serviciu de ambulanță aeriană pentru evacuarea combatanților răniți

### Inovațiile tehnice

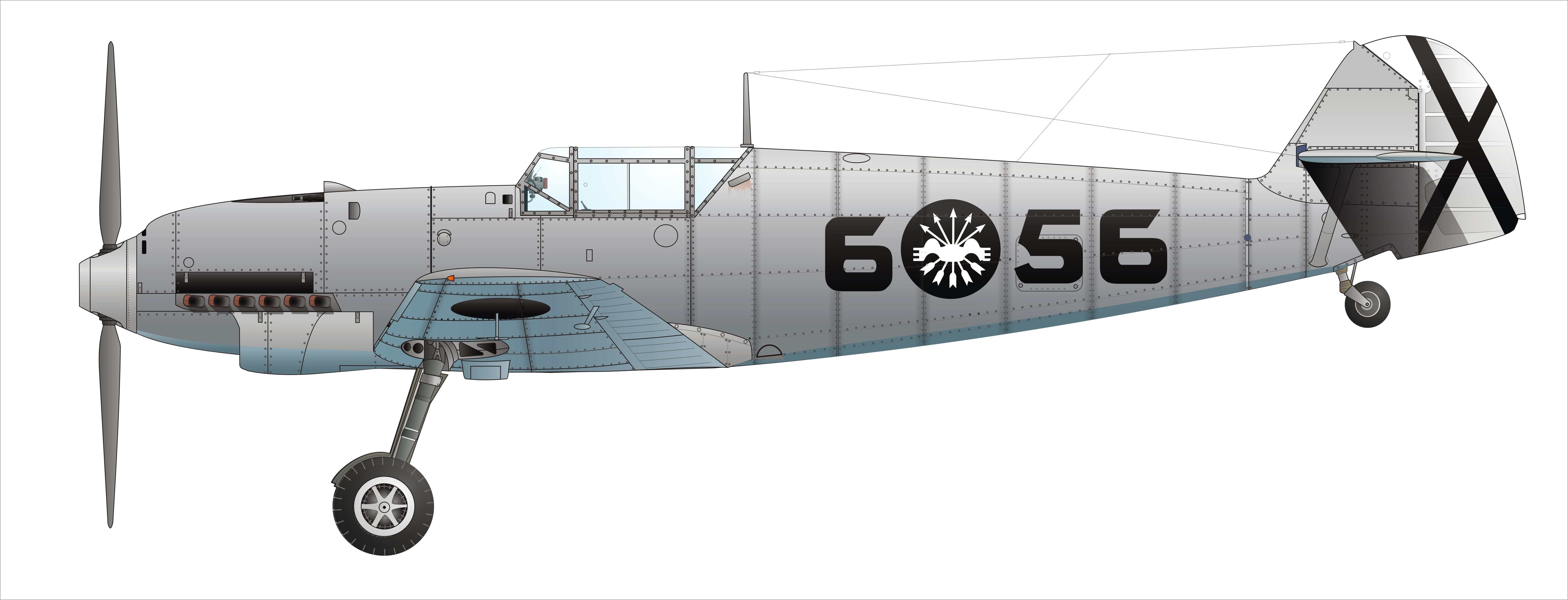
Avion de vânătoare Bf 109 C-1, Jagdgruppe 88, Legiunea Condor

O inovație militară despre care se crede că a fost rezultatul direct al conflictului este dezvoltarea tehnică a modelului Messerschmitt Bf 109. Tipurile V3 - V6 au intrat în serviciu în Spania direct din testele operaționale în jurul lunii ianuarie 1937. În primăvara anului 1938, acestora li s-au alăturat avioanele de tip C, cele de tip Es fiind desfășurate pentru prima dată în decembrie 1938.

### Tacticile
Pe lângă potențialul câștig de experiență în luptă, se crede că inițiativele strategice au fost testate pentru prima dată în timpul implicării Luftwaffe în conflict. Pe măsură ce luptele au avansat în martie 1938, piloții italieni sub comanda feldmareșalului Hugo Sperrle⁠(d) au lansat 13 raiduri împotriva Barcelonei, care au implicat bombe incendiare și cu gaze. Este demn de remarcat faptul că un comandant ulterior al Legiunii din Spania, Wolfram von Richthofen, va ajunge la rangul de feldmareșal în timpul celui de-al Doilea Război Mondial și va servi în poziții înalte în cadrul Luftwaffe pe tot parcursul conflictului, mai ales ca specialist în atacuri la sol. Unitățile sale au condus ofensivele din Polonia, Franța și Țările de Jos și Balcani, precum și în Uniunea Sovietică.
Tacticile de operațiuni combinate au fost un obiectiv deosebit. Sprijinul aerian apropiat pentru trupele naționaliste, bombardamentele în picaj sau mitraliere concentrațiilor de trupe republicane au devenit caracteristici ale războiului. Legiunea a lucrat îndeaproape în misiuni pentru a maximiza capacitatea de luptă a forțelor aeriene și a trupelor naționaliste, a Corpo Truppe Volontarie și a piloților din Aviazione Legionaria⁠(d) italiene. Asul aviației germane Adolf Galland a afirmat că, accentul pus după încheierea celui de-al Doilea Război Mondial pe valoarea lecțiilor învățate de germani din conflictul din Spania a fost exagerată. El credea că Înaltul Comandament german a tras concluzii greșite, în special în ceea ce privește Luftwaffe:
Oricare ar fi fost importanța testelor de armament german în Războiul Civil Spaniol din punct de vedere tactic, tehnic și operațional, acestea nu au oferit experiența de care era nevoie și nici nu au condus la formularea unor concepte strategice solide.

## Comemorarea și reevaluarea participării Legiunii Condor la Războiul Civil Spaniol

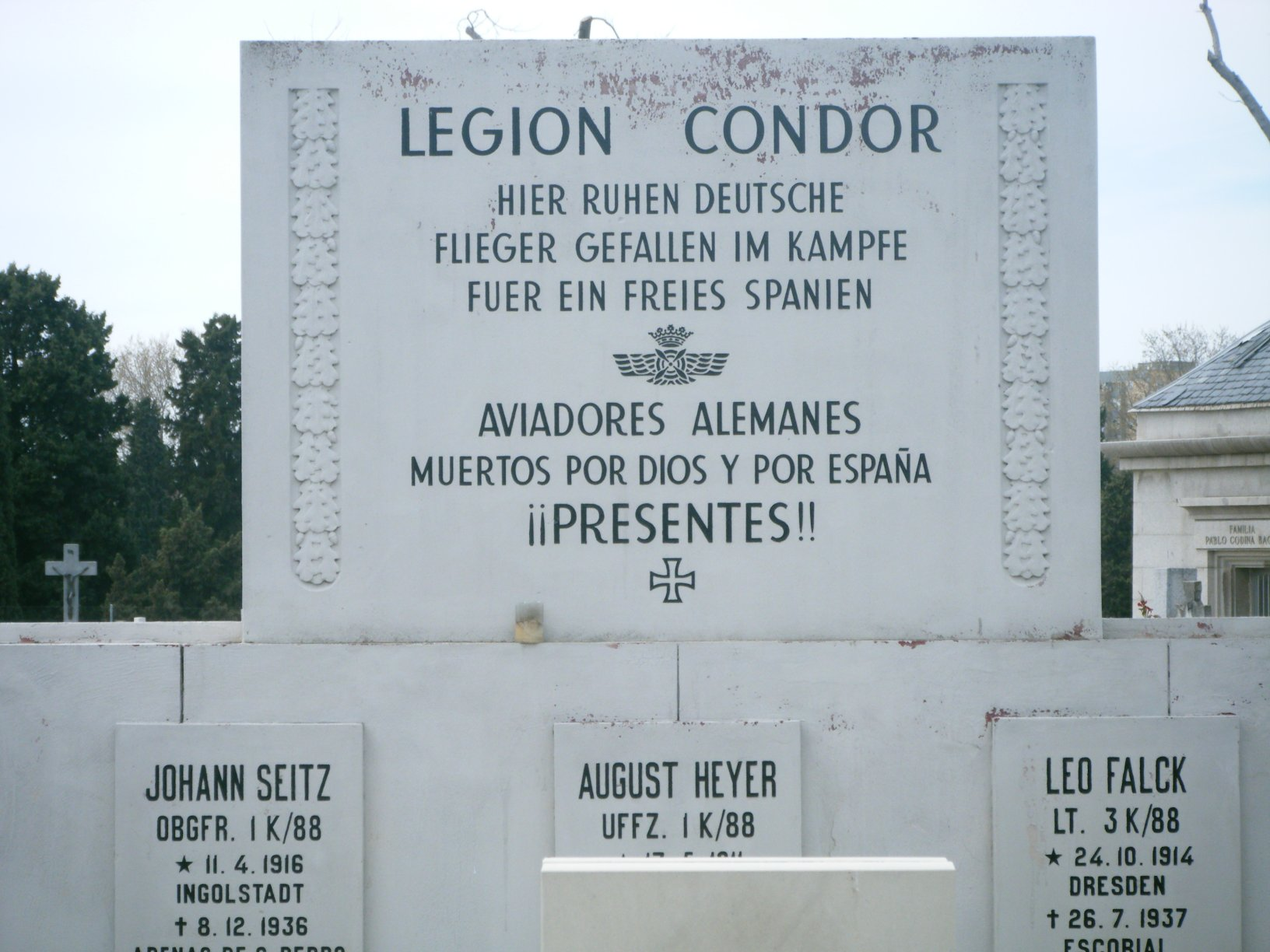
Memorialul Legiunii Condor din cimitirul Almudena, Madrid. Inscripțiile germane și spaniole sunt diferite. Inscripția germană este: „Aici se odihnesc aviatorii germani căzuți în lupta pentru o Spanie liberă”. Inscripția spaniolă este: „Piloții germani au murit pentru Dumnezeu și pentru Spania. Prezent!”

Sentimentul de rușine în Germania pentru activitățile Legiunii Condor și pentru implicarea acesteia în bombardarea orașului Guernica a reapărut după reunificarea Germaniei în anii 1990. În 1997, cu ocazia celei de-a 60-a aniversări a Operațiunii Rügen, președintele german Roman Herzog le-a scris supraviețuitorilor raidului pentru a-și cere scuze în numele poporului și al statului german. Herzog a declarat că dorește să întindă „o mână de prietenie și reconciliere” în numele tuturor cetățenilor germani. Acest sentiment a fost confirmat mai târziu de membrii Parlamentului german care, în 1998, au legiferat eliminarea numelor tuturor foștilor membri ai Legiunii de pe bazele militare germane asociate. Procesul a fost apoi dus la îndeplinire, dar problema a ieșit din nou la suprafață în 2005, după dezvăluirile din mass-media cu privire la rolul pilotului Werner Mölders⁠(d), care s-a oferit voluntar să servească în Spania. Deși acesta nu a fost implicat în bombardarea orașului Guernica, ministrul german al apărării Peter Struck a decis ca, în conformitate cu legea, numele lui Mölders să fie eliminat de pe cazarma de la Visselhoevede și de pe lista asociației Escadrilei de vânătoare 74 a Luftwaffe (Jagdgeschwader 74), cu baza la Neuburg an der Donau
La 26 aprilie 2017, la aniversarea a 80 de ani de la bombardamentul de la Guernica, Primăria Madridului a anunțat că a demontat monumentul Legiunii Condor din cimitirul La Almudena. Monumentul a fost îndepărtat la cererea ambasadei germane din Madrid și urma să fie înlocuit cu simple plăci cu numele morților

## Distincții
Autoritățile germane au acordat începând cu 14 aprilie 1939 medalia de campanie Spanienkreuz (Crucea spaniolă) cu șapte clase. Natura clandestină a activităților germane în Spania a făcut ca până în aprilie 1939, la sfârșitul implicării germane în conflict, să nu fie instituite distincții. Crucea spaniolă a completat Insigna Legiunii Condor de tancuri, care a fost aprobată la 10 iulie 1939. Legionarii mai puteau primi, de asemenea, o medalie de campanie bătută de autoritățile spaniole pentru a le mulțumi voluntarilor germani pentru serviciile lor. Medalia al Merito En Campaña a fost, de asemenea, acordată întregii unități și adăugată la drapelul de luptă al acesteia. 
Alte evenimente notabile la întoarcerea Legiunii au inclus o adunare pentru un discurs al lui Hitler la 6 iunie 1939 și o paradă ca parte a festivităților organizate cu ocazia împlinirii a 50 de ani de la nașterea lui Hitler la 20 aprilie 1939. De asemenea, activitățile Legiunii au fost comemorate într-o ediție specială a revistei Der Adler⁠(d) a Luftwaffe, care a fost apoi distribuită atât în Spania, cât și în Statele Unite.

## Grade și însemne
| Însemne | Însemne | Gradele germane                                | Echivalentul spaniol |
| Piept   | Mânecă  | Gradele germane                                | Echivalentul spaniol |
| ------- | ------- | ---------------------------------------------- | -------------------- |
| ---     |         | Generalleutnant⁠(d)                             | General de división  |
| ---     |         | Generalmajor⁠(d)                                | General de brigada   |
| ---     |         | Oberst⁠(d)                                      | Coronel              |
|         | ---     | Oberstleutnant⁠(d)                              | Coronel              |
|         | ---     | Major                                          | Teniente coronel     |
|         | ---     | Hauptmann                                      | Comandante           |
|         | ---     | Oberleutnant                                   | Capitán              |
|         | ---     | Leutnant                                       | Teniente             |
|         |         |                                                |                      |
|         | ---     | Feldwebel, Oberfeldwebel⁠(d), Stabsfeldwebel⁠(d) | Alférez              |
|         | ---     | Unteroffizier, Unterfeldwebel                  | Sargento             |
|         | ---     | Legionär                                       | Cabo                 |
| Source: |         |                                                |                      |

## Participanți importanți
- Oskar Dirlewanger⁠(d)
- Rudolf Demme⁠(d), instructor principal
- Adolf Galland
- Hajo Herrmann⁠(d)
- Werner Mölders⁠(d)
- Hugo Sperrle⁠(d), comandant
- Hannes Trautloft⁠(d)
- Heinrich Trettner⁠(d)
- Wolfram Freiherr von Richthofen, comandant
- Wilhelm Ritter von Thoma⁠(d), comandant